# Скерийс
Скерийс (на английски: Skerries; на ирландски: Na Sceirí) е град в Източна Ирландия. Разположен е в графство Фингал на графство Дъблин, провинция Ленстър на около 27 km северно от столицата Дъблин по северния бряг на Ирландско море. Има жп гара по линията Дъблин-Дроида от 25 май 1844 г. Населението му е 9535 жители от преброяването през 2006 г. 